# Stubenkogel
Der Stubenkogel (laut Alpenvereinsführer Stumkogel) ist ein Berg in der Venedigergruppe der Hohen Tauern mit einer Höhe von 2535 m ü. A. Er erhebt sich als schlanke Spitze an der Grenze zwischen den beiden Salzburger Gemeinden Mittersill und Hollersbach im Pinzgau.